# Gouvernement de Terre-Neuve-et-Labrador
Le gouvernement de Terre-Neuve-et-Labrador est l'organisme du pouvoir exécutif dans la province de Terre-Neuve-et-Labrador au Canada. Il a été créé par la Loi sur Terre-Neuve. Ses pouvoirs et sa structure sont définis par la Loi constitutionnelle de 1867.

## Ministères
La liste suivante répertorie l'ensemble des ministères qui composent le gouvernement de Terre-Neuve-et-Labrador. 
- Ministère des Affaires du Labrador
- Ministère des Affaires municipales et provinciales
- Ministère du Conseil exécutif
- Ministère de l'Éducation
- Ministère des Enfants, des Aînés et du Développement social
- Ministère de l'Environnement et du Changement climatique
- Ministère des Finances
- Ministère du Gouvernement numérique et de Service T.-N.-L.
- Ministère de l'Immigration, de la Croissance démographique et des Compétences
- Ministère de l'Industrie, de l'Énergie et des Technologies
- Ministère de la Justice et de la Sécurité publique
- Ministère des Pêches, de la Foresterie et de l'Agriculture
- Ministère de la Santé et des Services communautaires
- Ministère du Tourisme, de la Culture, des Arts et des Loisirs
- Ministère des Transports et des Infrastructures

## Annexe